# Vergessene Träume

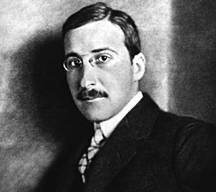
Stefan Zweig (ca. 1912)

Vergessene Träume ist eine 1900 erschienene Erzählung des österreichischen Autors Stefan Zweig.
Vergessene Träume ist eines der ersten Werke des damals noch 18-jährigen Schriftstellers. Die Erzählung erschien am 22. Juli 1900 in der Berliner Illustrirten Zeitung. Sie handelt vom Treffen einer Gräfin mit ihrer Jugendliebe, die bei ihr Erinnerungen an die Vergangenheit weckt. Auf die Frage ihres Gegenübers, aus welchem Grund sie einen Grafen geheiratet habe, antwortet sie mit dem Luxus, den er ihr sicherstellen könne. Ihr Wunsch nach diesem Wohlstand habe den nach Liebe überwogen. Im Zuge des Gespräches beginnt die Gräfin jedoch sich und ihre Lebensentscheidungen zu hinterfragen. Beim Abschied beginnt sie sich vorzustellen, wie ihr Leben an der Seite ihrer Jugendliebe gewesen wäre.
Zweig lässt in dieser Erzählung mit seinen zwei Figuren verschiedene Welten aufeinandertreffen. Während die Gräfin den Materialismus verkörpert, ist ihre Jugendliebe ein Idealist. Im Verlauf des Gespräches wird klar, dass die Gräfin mit dem durch Verzicht auf wahre Liebe errungenen Reichtum nicht glücklich wurde.